# فيكو هوتانن
فيكو هوتانن (Veikko Huhtanen) هو لاعب أولمبي لرياضة الجمباز من فنلندا. شارك في الأولمبياد الصيفي في 1948، وفاز بما مجموعه 5 ميداليات.

## الميداليات
| ذهب | فضة | برونز | المجموع |
| 3   | 1   | 1     | 5       |

## روابط خارجية
- فيكو هوتانن على موقع الاتحاد الدولي للجمباز (biography) (الإنجليزية)
- فيكو هوتانن على موقع اللجنة الأولمبية الدولية (الإنجليزية)
- فيكو هوتانن على موقع أوليمبيديا (الإنجليزية)